# 娜塔莉·阿尔托
娜塔莉·阿尔托（法語：Nathalie Arthaud，法語發音：[natali aʁto]；1970年2月23日—）是一名法国左翼政治人物、马克思主义者、经济学教师，托洛茨基主义政党工人斗争的发言人，出生于德龙省佩兰。她于2012年、2017年和2022年三度作为工人斗争的候选人参与竞选法国总统。